# Malvagia Strega dell'Est
La Malvagia Strega dell'Est è uno dei personaggi antagonisti del romanzo per ragazzi Il meraviglioso mago di Oz, scritto da L. Frank Baum.

## Caratteristiche
Nel mondo di Oz vi sono quattro streghe, una per ogni punto cardinale. Le due streghe del Nord e del Sud sono buone, le due dell'Ovest e dell'Est sono cattive. La Strega dell'Est è signora nella terra dei Munchkin, piccoli omini amanti del blu, che ha schiavizzato e costretto ai più duri servizi. Tiranna incontrastata, ama distruggere la vita degli individui; manda ad esempio una maledizione contro un giovane boscaiolo, innamorato di una Munchkin, facendo in modo di tagliargli prima le gambe, poi le braccia e infine la testa. Il poveretto viene ricomposto grazie all'aiuto di un fabbro, divenendo così il boscaiolo di latta.
Il suo potere le deriva, oltre che dalla sua conoscenza della magia nera, anche da due misteriose scarpette d'argento che porta sempre ai piedi, le cui potenzialità non vuole rivelare a nessuno. La sua tirannia ha però fine quando, all'improvviso, cade dal cielo una casa, proveniente dal Kansas, mandata lì da un ciclone. La strega si ritrova schiacciata sotto il peso della fattoria e quindi, essendo tanto vecchia e raggrinzita, scompare nel nulla. Le sue scarpe d'argento vengono consegnate dalla buona Strega del Nord a Dorothy Gale, la bambina che inconsapevolmente l'aveva annientata.

## InWicked
Nel musical Wicked di Stephen Schwartz del 2003, la malvagia strega dell'Est si chiama Nessarose, ed è sorella di Elphaba, la malvagia Strega dell'Ovest, e figlia del governatore dei Munchkins. Nessarose (chiamata solamente Nessa) è nata disabile: infatti non può alzarsi dalla sua sedia a rotelle. La sera del ballo della scuola, l'amica Glinda le procura un compagno, Boq, che in realtà è innamorato della stessa Glinda. Nessa è molto innamorata di Boq e, terminata la scuola, lo assume come suo segretario, essendo diventata governatrice dei Munchkin.
Elphaba, infine, decide di aiutare la sorella e le strega le scarpe, che le daranno la capacità di camminare da sola. Ma Boq, vedendo che la padrona è ora autosufficiente, decide di andarsene. Nessa, infuriata, gli procura un infarto usando un incantesimo del libro di Elphaba. Infine Elphaba riesce a salvare il ragazzo, trasformandolo nell'uomo di latta. Nessa cade vittima di un tranello di Madame Morrible e del Mago di Oz, che la uccidono facendole precipitare addosso la casa di Dorothy Gale.

## NeIl grande e potente Oz

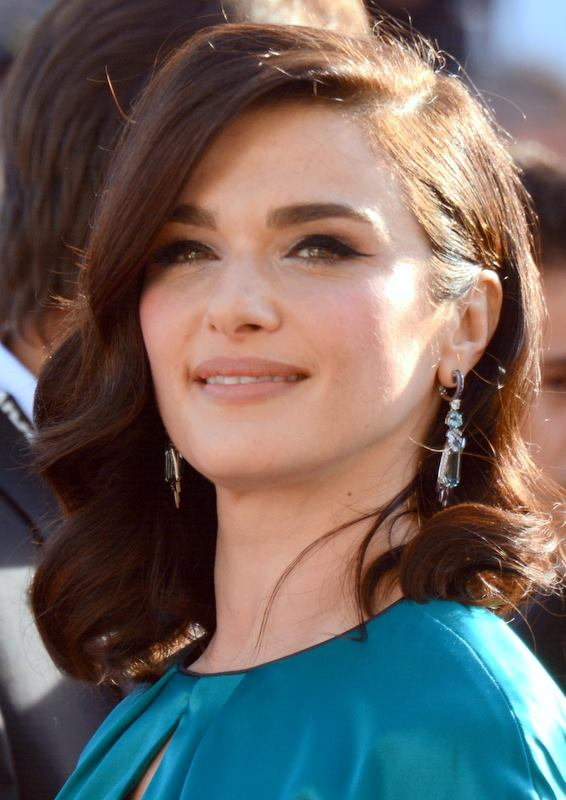
Rachel Weisz interpreta Evanora in Il grande e potente Oz

Nel film Il grande e potente Oz del 2013, diretto dal regista Sam Raimi, è uno dei personaggi principali, di cui si raccontano le origini all'arrivo del mago nel regno di Oz. Nel film si chiama Evanora ed è interpretata dall'attrice britannica Rachel Weisz. Evanora è inizialmente rappresentata come una "strega buona", a comando della città di Smeraldo in attesa dell'arrivo del mago di Oz. Evanora invia Oz a uccidere la presunta strega malvagia, Glinda, che si rivela poi essere la vera strega buona. Infatti l'autentica strega malvagia è Evanora, che ha ucciso il Re, padre di Glinda, per avere il trono. Evanora trasforma la sua stessa sorella, l'ingenua Theodora, nell'orribile e spietata malvagia Strega dell'Ovest per sconfiggere Glinda e Oz, di cui Theodora era innamorata. Dopo che Oz sconfigge Theodora, Evanora lotta contro Glinda, che strappa la sua collana di smeraldo privandola dei propri poteri offensivi e mostrando la sua vera natura, ovvero una vecchia orribile e deforme. Furiosa, Evanora fugge giurando vendetta.
Nel film, è una donna scaltra e astuta: manipolando la sorella Theodora e ingannando i suoi sudditi è riuscita a conquistare il ruolo di governante della Città di Smeraldo, ha il potere di generare fulmini di energia color verde smeraldo e la capacita di comandare le scimmie volanti. Grazie a una magica collana di smeraldo, riesce a mantenersi bella e giovane (anche se in realtà è un'orribile vecchia).